# Hussein Yassin
Hussein Yassin (Yibuti, 15 de septiembre de 1978) es un exfutbolista yibutiense. Jugaba de delantero y su último equipo fue el FC Société Immobiliére de Djibouti de la Primera División de Yibuti. 

## Trayectoria
Hussein Yassin debutó con su equipo en la temporada 2003/2004, en la cual ha marcado goles importantes en cada temporada, lo que le valió para ser convocado a su selección en el 2007.
Su actuación más descollante se produjo el 14 de mayo del 2006, en el marco de la Copa CECAFA de Clubes 2006. En aquel partido contra el poderoso Police FC de Uganda, marcó tres goles, pero no pudo evitar que su equipo, el SID, cayera 4-3.

## Selección nacional
Para el proceso clasificatorio al Mundial Sudáfrica 2010, fue convocado por el técnico Ahmed Hussein para jugar el partido de primera fase ante Somalia. Al final, él fue quien marcó el gol del triunfo al minuto 84 y dando la clasificación por primera vez a Yibuti a la segunda fase del Clasificatorio al Mundial; además de su primer triunfo como miembro asociado a la FIFA.
Sin embargo, en la segunda fase, jugó tres de los seis partidos que disputó Yibuti y tuvo actuaciones flojas.
Formó parte de su selección en las ediciones de la Copa CECAFA de los años 2006, 2007 y 2008.

## Clubes
| Club                               | País   | Año         |
| ---------------------------------- | ------ | ----------- |
| FC Société Immobiliére de Djibouti | Yibuti | 2003 - 2009 |

## Palmarés

### Campeonatos nacionales
| Título                     | Club                               | País   | Año  |
| -------------------------- | ---------------------------------- | ------ | ---- |
| Primera División de Yibuti | FC Société Immobiliére de Djibouti | Yibuti | 2006 |
| Primera División de Yibuti | FC Société Immobiliére de Djibouti | Yibuti | 2008 |

### Distinciones individuales
| Distinción                | Año  |
| ------------------------- | ---- |
| Mejor delantero de Yibuti | 2006 |